# Восточный фронт (Судан)
Восточный фронт (араб. الجبهة الشرقية‎ (ром. al-Jabhah al-Sharqīyah); англ. Eastern Front) — коалиция повстанческих группировок, действовавших на востоке Судана неподалёку от границы с Эритреей. Восточный фронт протестовал против неравенства и добивался перераспределения доходов от добычи нефти между местными властями и Хартумом. Повстанцы пригрозили прервать поставки нефти от месторождений в Порт-Судан и сорвать строительство второго нефтеперерабатывающего завода в городе.

## История
Как и в Дарфуре, жители восточной части Судана считали, что их интересы были проигнорированы со стороны центрального правительства в Хартуме. Они утверждали, что на востоке жить хуже чем в других областях государства, имелся недостаток школ, больниц и дорог. Общины Беджа и Рашаида утверждали, что они подвергаются дискриминации со стороны арабов. Кроме того, правительство Судана негативно воспринимало местную форму ислама, что вызвало дальнейшее отчуждение со стороны жителей востока страны. Повстанческие группы в Дарфуре поддержали создание Восточного фронта. Хотя Дарфур и находится на расстоянии около 1000 км, штаб-квартира повстанцев находится в Эритрее, которую Судан обвиняет в поддержке сепаратистов. Сама Эритрея отрицает это, но подтверждает, что обеспечивает повстанцам политическую поддержку.
Первоначально коалицию повстанческих группировок активно поддерживала Эритрея, однако затем Асмэра стала активно участвовать в процессе мирного урегулирования. В 2006 году правительство Судана и руководство фронта начали переговоры и 14 октября 2006 года подписали мирное соглашение. Соглашение предусматривает разделение доходов от продажи нефти, а также дальнейшую интеграцию трёх восточных штатов (Красное море, Кассала и Гедареф) в одну административную единицу.
Некоторые аналитики утверждают, что соглашение, по которому Хартум согласился поделиться властью и богатством с повстанцами, спровоцировало другие группировки взяться за оружие в надежде получить процент с подобных сделок.